# Eva-Britt Svensson
Eva-Britt Svensson  (Värnamo, 5 de diciembre de 1946) es una política sueca, presidenta de la Comisión de Derechos de la Mujer e Igualdad de Género del Parlamento Europeo.  
Diplomada en estudios económicos, especializada en administración y Hacienda Pública. Fue presidenta del Vänsterpartiet (Partido de la Izquierda) en el distrito de Kronoberg (1996-2004). Miembro del comité ejecutivo del Partido de Izquierda desde 1998. Desde 1978 forma parte del comité ejecutivo de la organización sindical Sveriges Kommunaltjänstemannaförbund (SKTF).  
Ha sido representante del Partido Socialdemócrata de Suecia en la Asamblea municipal de Värnamo (1976-1992), miembro del Consejo Regional de Kronoberg (1995-2004) y vicepresidenta del Grupo Confederal de la Izquierda Unitaria Europea-Izquierda Verde Nórdica. Diputada al Parlamento Europeo desde 2004.